# Frank G. Allen
Frank Gilman Allen (6 octobre 1874 - 5 octobre 1950) est un homme politique américain.